# Omega (альбом)
Omega — одинадцятий студійний альбом англійської групи Asia, який був випущений 23 квітня 2010 року.

## Композиції
1. Finger on the Trigger — 04:30
2. Through My Veins — 05:08
3. Holy War — 05:59
4. Ever Yours — 04:04
5. Listen, Children — 05:56
6. End of the World — 05:39
7. Light the Way — 05:09
8. Emily — 05:12
9. I'm Still the Same — 04:43
10. There Was a Time — 05:58
11. Drop a Stone — 05:08
12. I Believe — 04:42
13. Don't Wanna Lose You Now — 04:45

## Склад
- Джефф Даунс[en] — клавішні
- Стів Гау — гітара
- Карл Палмер — ударні, перкусія
- Джон Веттон — вокал